# Lycenchelys polyodon
Lycenchelys polyodon är en fiskart som beskrevs av Anderson och Møller 2007. Lycenchelys polyodon ingår i släktet Lycenchelys och familjen tånglakefiskar. Inga underarter finns listade i Catalogue of Life.